# Уиллард, Эмма
Эмма Уиллард (англ. Emma Hart Willard; 1787 — 1870) — американская общественная деятельница, пионер женского образования и борец за права женщин.

## Биография
Родилась 23 февраля 1787 года в городе Berlin, штат Коннектикут, и была шестнадцатой из семнадцати детей в семье Samuel Hart и его второй жены Lydia Hinsdale Hart. Её отец был фермером и учил своих детей быть самостоятельными — как в учёбе, так и в жизни.
В раннем возрасте Эмма проявила интерес к обучению. В то время женщины получали только базовое образование, но Эмма участвовала в семейных беседах о политике, философии, науках, которые вели взрослые члены семьи. В возрасте пятнадцати лет она была зачислена в школу в своём родном городе. Прогресс в её образовании был таков, что спустя всего два года — в 17 лет, она преподавала в этой школе, которую возглавила в 1806 году.
В 1807 году Уиллард покинула Берлин и некоторое время работала в Уэстфилде, штат Массачусетс, прежде чем принять предложение работы в женском образовании в Миддлбери, штат Вермонт. Здесь она занимала должность директора гимназии  Middlebury Female Seminary (с 1807 по 1809 годы). Получив значительный опыт, она открыла в 1814 году в собственном доме интернат для девушек. Эмма была вдохновлена предметами, которые преподавались в Middlebury College, где учился её племянник Джон Уиллард, и стремилась к совершенствованию учебного плана, который был в школах для девочек. Она считала, что девочки тоже могут усвоить предметы, которые преподавались только в школе для мальчиков.

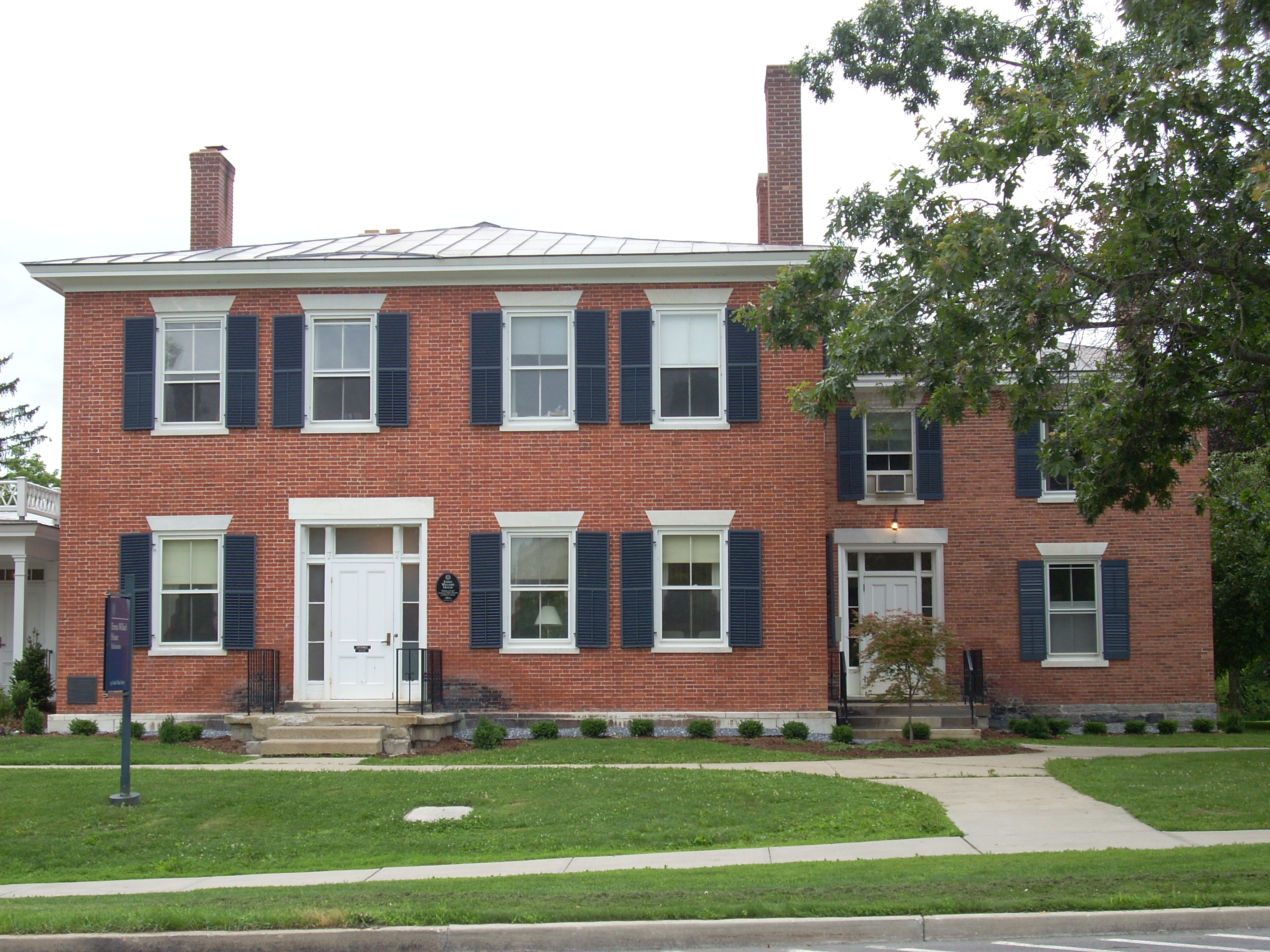
Дом Эммы Уиллард в Миддлбери

Уиллард решила поделиться своими мыслями об образовании и создала в 1819 году план улучшения женского образования, предоставив его членам Легислатуры штата Нью-Йорк. Её план включал предложение финансирования женского образования на уровне мужского. Эмма Уиллард не получила ответ от законодателей, но получила поддержку от губернатора штата Нью-Йорк Девитта Клинтона, который пригласил её, чтобы создать школу в его штате. Первоначально Уиллард открыла школу в Уотерфорде, но она не получила здесь обещанной финансовой поддержки и переехала в город Трой, где ей было уделено бо́льшее внимание. Семинария  Troy Female Seminary была открыта в сентябре 1821 года. Это была первая школа в Соединённых Штатах, где было организовано высшее образование для женщин. Учебный план состоял из некоторых предметов, которые она много лет стремились включить в женское образование: математика, философия, география, история и наука. Школу возглавила сама Эмма Уиллард; в 1831 году в ней обучалось более 300 студентов. Контингент студенток был преимущественно из богатых или высокого положения семей. Хотя большинство обучающихся девушек все равно в конечном итоге становились домохозяйками, Уиллард принимала участие в борьбе женщин за свои права, при этом не являясь сторонником женского движения за равные избирательные права. Она считала достойное образование гораздо более важным делом.
В 1838 году Эмма оставила школу, передав руководство ею своим детям. После смерти первого мужа и развода со вторым, она провела последующие годы в поездках по Америке и Европе, пропагандируя женское высшее образование. Опубликовала много работ в поддержку своего дела. Её усилия способствовали созданию женских высших школ в некоторых странах Европы, включая Грецию (в Афинах).
Умерла 15 апреля 1870 года в городе Трой, штат Нью-Йорк, и была похоронена на городском кладбище Oakwood Cemetery.

### Личная жизнь
Во время работы в Миддлбери, Эмма встретила своего будущего мужа Джона Уилларда (англ. John Willard, 1759—1825). Он был врачом, на 28 лет старше её и имел четверых детей от своих предыдущих браков. Его племянник, которого тоже звали Джон Уиллард, жил с ними во время учёбы в Middlebury College. Супруги имели одного сына — Джона Уилларда (англ. John Hart Willard, 1810—1883). После смерти Уилларда в 1825 году, Эмма вышла замуж в 1838 году за Christopher C. Yates, но развелась с ним в 1843 году.

## Память
- Женской гимназии в Трое в 1895 году было присвоено имя Эммы Уиллард. Здесь же ей был установлен памятник.
- В 1905 году Уиллард была включена в Зал славы великих американцев, где ей установлен бюст работы Фрэнсис Граймс.
- Мемориал в её честь был создан в Миддлбери, Вермонт, в 1941 году.